# أياكا فوكوهارا
أياكا فوكوهارا (福原綾香 فوكوهارا أياكا) هي مؤدية أصوات يابانية ولدت في 31 ديسمبر 1989 في محافظة كاغوشيما.

## أدوارها في الأنمي

### مسلسلات أنمي تلفزيونية
- آيدولماستر سندريلا جيرلز - رين شيبويا
- أسطورة أراتا - ناو هينوهارا
- ترينيتي سفن - لوغ
- كواليديا كود - هوتارو ريندو
- كاكيغوروي - ساياكا إيغاراشي
- كايتو جوكر - راي
- كابتن ماجد (2018) - ياسين
- إينوياشيكي - ناكاموتو
- فيري غون - فيرونيكا ثورن
- ماناريا فريندز - غريا

### أفلام أنمي
- آربيجيو الفولاذ الأزرق: آرس نوفا DC - ميوكو
- آربيجيو الفولاذ الأزرق: آرس نوفا Cadenza - ميوكو
- فيلم ترينيتي سفن: «إترنيتي لايبراري» و «ألكيميك غيرل» - لوغ
- فيلم ترينيتي سفن: «هيفنز لايبراري» و «كريمزون لورد» - لوغ
- سيرفامب Alice in the Garden - ميتسوكي أوسامي

## أدوارها في ألعاب الفيديو
- آيدولماستر سندريلا جيرلز - رين شيبويا
- ذا كينغ أوف فايترز XIV - نجد
- ميجا مان 11 - ميجا مان

## وصلات خارجية
- أياكا فوكوهارا على موقع IMDb (الإنجليزية)
- أياكا فوكوهارا على موقع ميوزك برينز (الإنجليزية)
- أياكا فوكوهارا على موقع ديسكوغز (الإنجليزية)
- أياكا فوكوهارا على موقع قاعدة بيانات الفيلم (الإنجليزية)
- أياكا فوكوهارا على موقع ANN person (الإنجليزية)